# Georgina Masson
Georgina Masson (eigentlich Marion Johnson; * 1912; † 1980) war eine britische Autorin und Fotografin. In ihrem Werk widmete sie sich vor allem der Geschichte der italienischen Architektur und Gartenbaukunst.
Masson arbeitete während des Zweiten Weltkriegs für das britische Ministry of Information and Foreign Office in Rom. Anschließend bereiste sie für rund 15 Jahre Italien und veröffentlichte 1959 Italian Villas and Palaces (deutsch Italienische Villen und Paläste), 1961 Italian Gardens (deutsch Italienische Gärten). In den aufwändig gestalteten Bänden mit zahlreichen großformatigen Schwarzweiß-Fotografien im Kupfertiefdruck schildert sie die Geschichte zahlreicher Bauten und Gärten von der Antike bis zur Gegenwart.
Georgina Masson war Mitglied der Royal Society of Literature. 2003 wurde ihr fotografisches Werk in einer Ausstellung der American Academy in Rome gewürdigt.

## Werke
- Frederick II of Hohenstaufen. A life. Secker & Warburg, London 1957 (Deutsch: Das Staunen der Welt. Friedrich II. von Hohenstaufen. Wunderlich, Tübingen 1958).
- Italian villas and palaces. Thames & Hudson, London 1959 (Deutsch: Italienische Villen und Paläste. Mit einem Geleitwort von Peter Bamm. Droemersche Verlagsanstalt, München/Zürich 1959).
- Italian gardens. Thames & Hudson, London 1961 (Deutsch: Italienische Gärten. Droemersche Verlagsanstalt, München/Zürich 1962).
- The Companion Guide to Rome. Collins, London 1965.
- Queen Christina. Secker Warburg, London 1968 (Deutsch: Christina von Schweden. Wunderlich, Tübingen 1968).
- Courtesans of the Italian Renaissance. Secker Warburg, London 1975 (Deutsch: Kurtisanen der Renaissance. Leins, Tübingen 1975).

## Bibliographie
- Ciampaglia Giuseppe: Georgina Masson e i cinquant'anni della Companions Guide of Rome. Strenna dei Romanisti. Roma Amor, Roma 2014

| Personendaten    | Personendaten                     |
| ---------------- | --------------------------------- |
| NAME             | Masson, Georgina                  |
| ALTERNATIVNAMEN  | Johnson, Marion (wirklicher Name) |
| KURZBESCHREIBUNG | britische Autorin und Fotografin  |
| GEBURTSDATUM     | 1912                              |
| STERBEDATUM      | 1980                              |